# Gertraud Möhwald

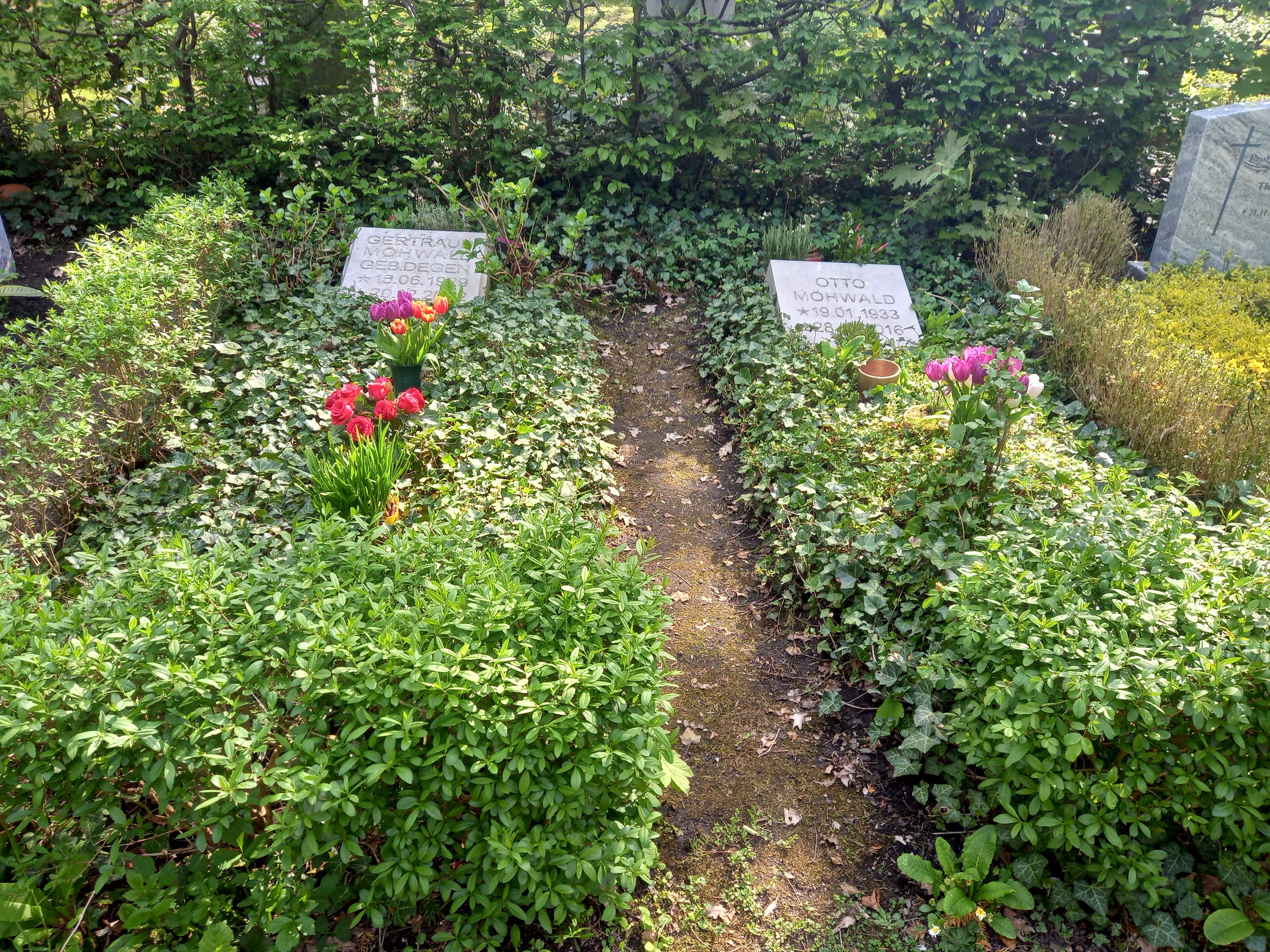
Das Grab von Gertraud Möhwald und ihrem Ehemann Otto auf dem Friedhof Kröllwitz in Halle

Gertraud Möhwald, geb. Degen (* 15. Juni 1929 in Dresden; † 20. Dezember 2002 in Halle (Saale)), war eine deutsche Keramikerin und Bildhauerin. Das Kunstmuseum Moritzburg in Halle zählt sie zu den bedeutendsten deutschen Keramikerinnen der Gegenwart.

## Leben
Gertraud Degen wuchs in Dresden auf und ging dort zur Schule, bis die Stadt 1945 zerstört wurde. Ihr Vater starb und sie zog mit ihrer Mutter in deren Heimatdorf Radis. Später kehrte sie jedoch nach Dresden zurück, wo sie zusammen mit ihrer Schwester wohnte und 1948 ihr Abitur ablegte. Danach stellte Gertraud Degen sich bei der Kunstakademie vor, da sie Bildhauerin werden wollte, stattdessen wurde ihr jedoch eine Lehre als Töpferin oder Steinbildhauerin nahegelegt.
Tatsächlich fand sie noch im selben Jahr einen Ausbildungsplatz bei Steinbildhauermeister Rudolf Kreische als dessen erster weiblicher Lehrling, was unter seinen Kollegen einiges an Aufsehen und Spott erregte. Gertraud Degen durfte beim Wiederaufbau des Zwingers mitarbeiten, wo sie in der Zwingerbauhütte den künstlerischen Leiter und Bildhauer Albert H. Braun kennenlernte. Von ihm erwarb sie erste Grundkenntnisse über Plastik und wurde zum Studium in Halle ermuntert.
1950 schloss sie ihre Ausbildung zur Facharbeiterin als Steinbildhauer ab und begann ein Studium der Plastik am Institut für künstlerische Werkgestaltung Halle. 1951 bis 1954 absolvierte sie das Fachstudium bei Gustav Weidanz.
1952 heiratete sie den Maler Otto Möhwald und nahm seinen Namen an. Sie bekamen vier Kinder: Regina (1951), Martin (1954), Lisa (1957) und Konrad (1973). Unter den Kindern und Enkelkindern gibt es wieder mehrere Künstler, der Sohn Martin ist Keramiker, der Sohn Konrad ist Komponist und der Enkelsohn Clemens Meyer ist Schriftsteller.
Nach der Geburt ihres ersten Sohnes gab Gertraud Möhwald das Studium der Plastik auf. Stattdessen begann sie 1959 ein zweites Studium im Fachbereich Keramik, an der Burg Giebichenstein Kunsthochschule Halle. 1964 erhielt sie ihr Diplom und wurde als künstlerisch-wissenschaftliche Mitarbeiterin eingestellt. 1970 bis 1973 übernahm sie vertretungsweise den Fachbereich als Leiterin.
Von 1974 bis 1989 war Gertraud Möhwald freischaffend in ihrer eigenen Werkstatt in Halle tätig, lehrte aber gleichzeitig an der Kunsthochschule Burg Giebichenstein.
Zu ihren Schülern zählten unter anderem Renée Reichenbach, Karl Fulle (* 1950),  Antje Scharfe (* 1953), Marlies Lischka (* 1951), Ursula Zänker (* 1951), Martin Möhwald (* 1954), Judith Püschel, Ute Lohse, Sigrid Artes, Ute Brade und Sonngard Marcks (* 1959).
Nach Marguerite Friedlaender war Gertraud Möhwald eine der schulbildenden Persönlichkeiten in der Keramik an der Burg Giebichenstein. Auch die Kunstwissenschaftlerin Renate Luckner-Bien würdigte ihre Lehrtätigkeit:

„[…] Gertraud Möhwald war eine in jeder Hinsicht außerordentliche Lehrerin. Mit ihrer unorthodoxen und toleranten, gleichwohl unnachgiebigen Haltung hat sie Generationen von Studenten zu disziplinierter, selbständiger künstlerischer Arbeit ermutigt. Immer in der Hoffnung, dass aus Ehrlichkeit und kritischem Vermögen – vielleicht – Gesinnung werde. Sie fragte nach der ‚Berechtigung eines jeden Stückes‘.“

1978 nahm Gertraud Möhwald am 2. Internationalen Keramiksymposium in Römhild teil, wo sie Kontakt mit anderen Künstlern aufnahm und das Material Ton weiter erforschte.
1979 reiste sie nach Rom, was sie tief beeindruckte, so dass sie 1987 in die Stadt zurückkehrte. Von dort besucht sie Ostia Antica und Pompeji. Eine Reise durch Mittelasien erweiterte ebenfalls ihren künstlerischen Horizont. In Berlin und Leipzig besichtigte sie Arbeiten von Alfred Hrdlicka und auf einer weiteren Reise nach West-Berlin eine Ausstellung Alberto Giacomettis.
1983 wurde Gertraud Möhwald Mitglied der Internationalen Akademie für Keramik in Genf. Sie war bis 1990 Mitglied des Verbands Bildender Künstler der DDR und hatte in der DDR und im Ausland eine bedeutende Zahl von Einzelausstellungen und Ausstellungsbeteiligungen, u. a. von 1972 bis 1988 an der VIII. bis X. Kunstausstellung der DDR in Dresden. Sie stellte ihre Arbeiten häufig zusammen mit den Bildern ihres Mannes aus, aber auch zusammen mit Werken ihres Sohnes Martin Möhwald (* 1954). Von 1992 bis 1996 unterhielt sie ein zweites Atelier in Berlin.
1994 war sie Ehrengast der Deutschen Akademie in der Villa Massimo in Rom, wo sie während ihres sechsmonatigen Aufenthalts eine große Serie an Zeichnungen anfertigt. 1999 würdigte die Stiftung Moritzburg – Kunstmuseum des Landes Sachsen-Anhalt die Künstlerin zum 70. Geburtstag mit einer großen Einzelausstellung.
Gertraud Möhwald  starb durch einen Verkehrsunfall.
Ab 2004 begann die Arbeit an einem Werkverzeichnis zum Œuvre Gertraud Möhwalds. Eine umfangreiche Retrospektive wurde 2004 in der Stiftung Keramion Frechen, 2005 in der Stiftung Moritzburg – Kunstmuseum des Landes Sachsen-Anhalt sowie 2007/2008 im Gardiner Museum, Toronto, gezeigt.

## Werk
Nach dem Studium der Keramik lag Möhwalds Fokus zuerst hauptsächlich auf keramischen Gebrauchsgefäßen. Dabei beschritt sie bald unorthodoxe Wege, zerschnitt und verformte die Gefäße, fügte ihnen Papier und Textilien hinzu, so dass aus den Gefäßen Objekte wurden.
Anfang der 80er Jahre verstärkte sich das figürliche Element in ihren Arbeiten, während der praktische Zweck in den Hintergrund trat. Zunehmend geriet die menschliche Figur in den Mittelpunkt ihres künstlerischen Interesses, insbesondere der Kopf und das Gesicht.
Neben ihren Keramikgefäßen und figürlichen Plastiken fertigte sie auch Zeichnungen an.
Gertraud Möhwald hinterließ ein umfangreiches künstlerisches Werk. Ihre Arbeiten sind heute in vielen Museen zu finden, nicht nur in den neuen Bundesländern, aber auch in zahlreichen westdeutschen Sammlungen. In den letzten Jahren entwickelte sich darüber hinaus in den USA und in Frankreich ein großes Interesse an ihrem Schaffen.

## Ausstellungen (Auswahl)
- 1973 Gertraud Möhwald, Otto Möhwald, Sonderausstellung, Magdeburg
- 1982 Gertraud Möhwald und ihre Schüler, Berlin, Galerie Unter den Linden
- 1991 Dieter Goltzsche, Zeichnungen. Gertraud Möhwald, Keramik. Hans Vent, Malerei, Akademie der Künste zu Berlin, Kunsthalle Rostock
- 1999 Gertraud Möhwald. Keramik, Staatliche Galerie Moritzburg Halle
- 2000 Heidi Manthey: Fayencen und Porzellan, Gertraud Möhwald: Keramische Plastik, Galerie am Wasserturm Berlin
- 2003 Gertraud Möhwald: Skulpturen und Zeichnungen, Galerie am Wasserturm Berlin
- 2003 Gertraud Möhwald – Keramische Arbeiten., Kunstgewerbemuseum Berlin[3]
- 2004 Sonderausstellung Gertraud Möhwald, Stiftung Keramion[4]
- 2005 Gertraud Möhwald. Keramik, Stiftung Moritzburg, Kunstmuseum des Landes Sachsen-Anhalt, Halle[1]
- 2006 Einzelausstellung in der Galerie Handwerk der Handwerkskammer München[5]
- 2007/2008 Clay Portraits – Gertraud Möhwald, Gardiner Museum Toronto[6]
- 2010  Gertraud Möhwald, Galerie Nord, Halle (Saale)
- 2012–13 Gertraud Möhwald–Kabinettausstellung zum Gedenken, Stiftung Moritzburg Halle (Saale)

## Arbeiten in Sammlungen (Auswahl)
- Staatliche Museen zu Berlin, Kunstgewerbemuseum[7]
- Kunstmuseum Moritzburg Halle
- Staatliche Kunstsammlungen Dresden / Kunstgewerbemuseum[8]
- Kunstmuseum Kloster Unser Lieben Frauen, Magdeburg
- Museum „Schloss Glücksburg“, Römhild
- Kulturhistorisches Museum Magdeburg
- Stiftung Keramion, Frechen
- Judith and Martin Schwartz Collection, New York, USA
- Candice B. Groot Collection, Evanston, Illinois, USA
- Kunstsammlungen der Veste Coburg
- Galerie Renate Wunderle, München
- Sammlung Kossdorff, Wien
- Keramikmuseum Westerwald Höhr-Grenzhausen
- Kestner-Museum, Hannover
- Land Sachsen-Anhalt
- Badisches Landesmuseum Karlsruhe
- Württembergisches Landesmuseum Stuttgart

und in vielen Privatsammlungen

## Stipendien und Auszeichnungen
- 1986 Kunstpreis der Stadt Halle
- 1990 Mitgliedschaft in der Académie internationale de la Céramique (AIC)
- 1991 Mitglied der Akademie der Künste zu Berlin (Ost)
- 1991 Arbeitsstipendium des Landes Nordrhein-Westfalen
- 1991 Stipendium Künstlerhaus Edenkoben
- 1994 Ehrengast der Deutschen Akademie in die Villa Massimo in Rom
- 1997 Kunstpreis des Landes Sachsen-Anhalt[1]